# Örnnästet
Örnnästet (Where Eagles Dare) är en krigsthriller skriven av Alistair MacLean och baserad på hans originalmanus till filmen med samma namn. Den handlar om en grupp brittiska och amerikanska fallskärmsjägare som mitt under andra världskriget ska ta sig in i det tyska slottet Schloss Adler. Detta gör hjältarna för att ta tillvara viktig underrättelseinformation och avslöja en förrädare inom brittiska MI6.
Trots det svenska namnet Örnnästet utspelar sig handlingen inte på något av Adolf Hitlers berömda örnnästen. Bokens Schloss Adler är ett fiktivt slott.

## Inspirationer
Den brittiska heavy metalgruppen Iron Maiden har gjort en låt om boken med titeln Where Eagles Dare på albumet Piece of Mind.